# Olivella thompsoni
Olivella thompsoni är en snäckart som beskrevs av Olsson 1956. Olivella thompsoni ingår i släktet Olivella och familjen Olividae. Inga underarter finns listade i Catalogue of Life.